# Lolita Miljawskaja

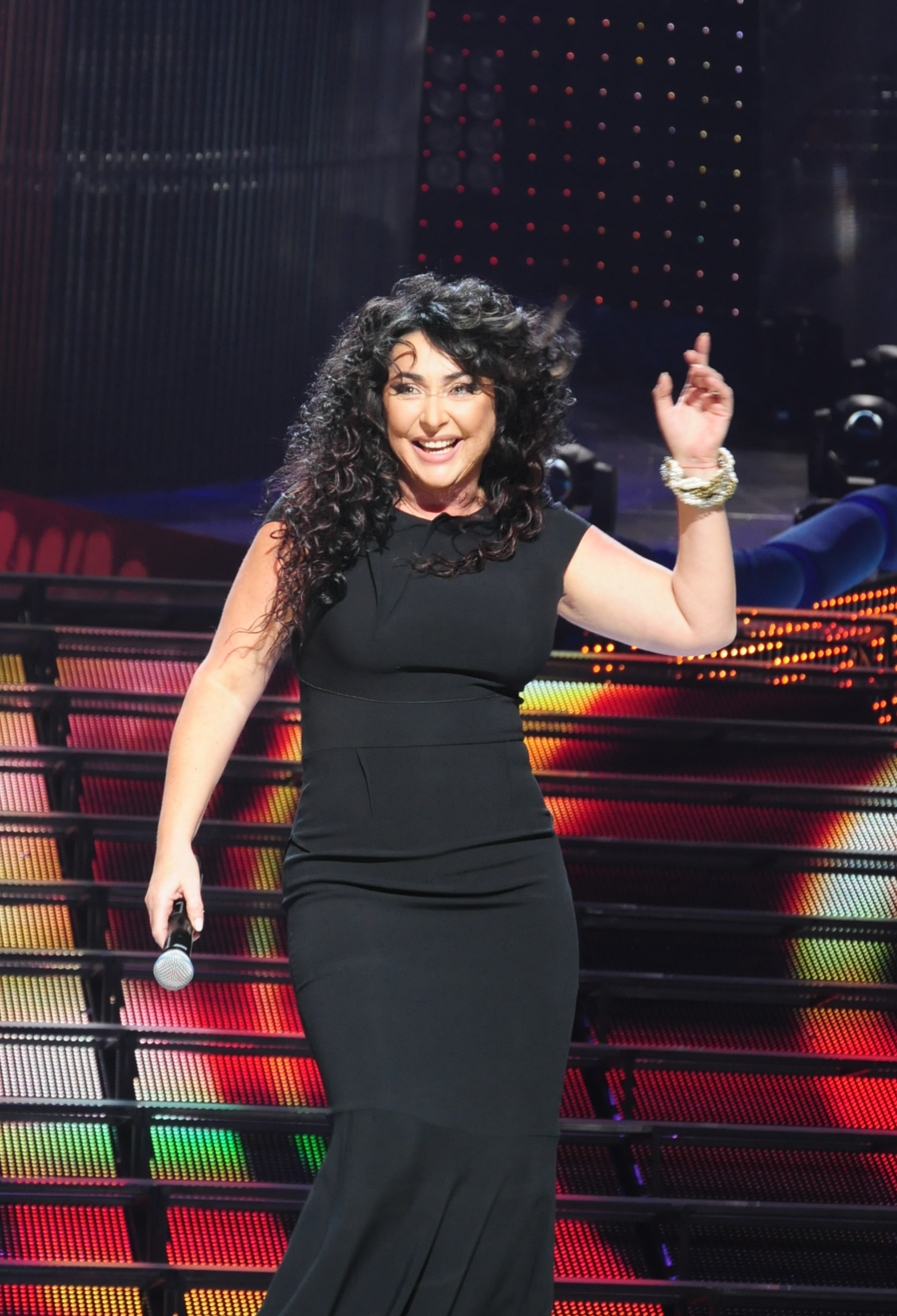
Lolita Miljawskaja 2011

Lolita Markovna Miljawskaja (russisch Лоли́та Ма́рковна Миля́вская; geb. Горе́лик (Gorelik) * 14. November 1963 in Mukatschewo, USSR, Sowjetunion) ist eine russische Estrada-Sängerin und Schauspielerin, Fernseh-Moderatorin und Regisseurin ukrainischer Abstammung. Sie ist Gewinnerin des nationalen Fernsehpreises „ТЭФИ“ für ihre Talkshow „Лолита - Без комплексов“ („Lolita - ohne Komplexe“) auf dem staatlichen Sender Perwy kanal (Первый канал).

## Karriere
Lolita Miljawskaja gründete zusammen mit Alexander Zekalo im Jahr 1985 die Pop-Gruppe „Кабаре-дуэт «Академия»“ (dt. "Kabarett-Duett «Akademie»"). Dieses Duett brachte bis Ende der 1990er Jahre einige Alben heraus und gab Konzerte in Russland, den früheren Mitgliedsstaaten der Sowjetunion, Europa und den USA. Mitte der 1990er Jahre moderierte das Duett neue Fernseh-Programme wie beispielsweise „TV-Pizza“, „Morgendliche Post“ und „Guten Morgen, Land!“. Nach mehr als zehnjähriger Zusammenarbeit trennte sich das Duett.
Ab 2000 begann Lolita ihre Solo-Karriere, wobei sie mit Songwritern und Musikproduzenten wie Igor Jurjewitsch Nikolajew und Igor Jakowlewitsch Krutoi zusammenarbeitete.
Parallel zur Musikkarriere moderierte sie ihre eigene Talkshow „Лолита - Без комплексов“ („Lolita - Ohne Komplexe“), wo sie sich für Feminismus einsetzte.
Seit 1991 ist Lolita auch als Schauspielerin tätig und stand zudem für Werbevideos vor der Kamera.
Im Jahr 2002 machte sie ein Fotoshooting für den Playboy.

## Privatleben
Miljawskaja führt ihre fünfte Ehe und hat eine 1999 geborene Tochter.

## Diskografie

### Videoclips „Kabare-Duett Akademie“
- Тома
- Баден-Баден
- За пивом
- Я обиделась (dt. „Ich bin beleidigt“) (Zeichentrick-Videoclip)
- Ту-Ту-Ту (dt. „Tu-Tu-Tu“)
- Маленький (dt. „Kleiner“)

### Alben (solo)
- 2000: Цветочки
- 2003: Шоу Разведенной Женщины
- 2005: Формат
- 2007: Неформат
- 2007: Ориентация Север
- 2008: Фетиш
- 2014: Анатомия
- 2018: Раневская

### Kompilationen
- 2023: И этим всё сказано

### Videoclips (solo)
- Гондурас (dt. „Honduras“)
- Песня о женской дружбе (dt. „Das Lied über Frauenfreundschaft“)
- Цветочки (dt. „Blümchen“)
- Отвали (dt. „Verpiss dich!“)
- Пропащая (dt. „Die verloren gegangene ...“)
- Музыка тела (dt. „Musik des Körpers“)
- Венеция (dt. „Venedig“)
- Делаем вид (dt. „(Wir) zeigen, als ob“)
- Помада (dt. „Der Lippenstift“)
- Мачо (dt. „Der Macho“)
- Прощай, оружие! (dt. „Auf Wiedersehen, Waffe!“)
- Остановите Землю (dt. „Haltet die Erde an!“)
- Иди и смотри (dt. „Geh und schau!“)
- Часы (dt. „Die Uhren“)
- Ты похудела (dt. „Du hast abgespeckt“)
- Анатомия (dt. „Anatomie“)
- На скотч (dt. „(Befestigt) mit Band“)
- Судьба (dt. „Schicksal“)
- Пошлю Его На...
- Ориентация Север (dt. „Orientierung Norden“)
- Шпилька-каблучок (dt. „Pin-heels“)
- Раневская (dt. „Ranewskaja“)
- Cadillac mit Therr Maitz
- По-другому mit Costa Lacoste
- Грустная танцую
- Север mit Tkimali
- На Титанике (dt. „Auf der Titanik“)